# Electronic Data Interchange
L'Electronic Data Interchange (EDI) è l'interscambio di dati tra sistemi informativi, attraverso un canale dedicato e in un formato definito in modo da non richiedere intervento umano salvo in casi eccezionali.

## Descrizione
I principali standard in uso nel mondo sono:
- ANSI ASC X12 (X12), predominante negli Stati Uniti ed in Canada;
- UN/EDIFACT (United Nations Electronic Data Interchange for Administration, Commerce and Transport), standard internazionale predominante nell'area esterna al Nord America;
- TRADACOMS, standard sviluppato da ANA (Article Numbering Association) predominante nel mondo della distribuzione inglese;
- ODETTE, standard impiegato a livello europeo per l'industria automobilistica, unitamente al suo protocollo di trasmissione OFTP.

In Italia sono in uso altri standard come:
- Euritmo
- Filconad
- Ediel

In origine i canali usati per l'EDI erano reti implementate appositamente per questo uso, dette Value Added Network (VAN). Le VAN sono tuttora largamente in uso, grazie all'elevato grado di sicurezza e tracciabilità che garantiscono, ma ad esse si sono aggiunte altre metodologie di trasmissione, come l'FTP, l'HTTP, l'AS2 e, sotto certe condizioni, l'e-mail.

## Pro e contro
Rispetto al modo tradizionale di generare e scambiare documenti commerciali usato dalle aziende, basato su lettere, fax, e-mail, l'EDI consente:
- una maggiore accuratezza, grazie alla riduzione (o eliminazione) dell'intervento umano e dei relativi errori;
- l'eliminazione della documentazione cartacea e relativi costi;
- una maggiore velocità degli scambi commerciali.

Per contro l'EDI comporta:
- la revisione dei processi e dei flussi di business;
- dei costi di implementazione talvolta molto alti;
- l'impiego di personale specializzato per le operazioni EDI o l'esternalizzazione delle stesse.

In Nord America, le grandi catene di vendita al dettaglio richiedono, o addirittura esigono, la capacità di comunicare via EDI dai loro fornitori. Wal-Mart per esempio (il maggiore dettagliante in USA) non accetta fornitori, che non siano in grado di rispettare i requisiti EDI del gruppo. Altri gruppi distributivi comminano pesanti multe (chargeback) ai partner commerciali, che non sono in grado di seguire le regole o che commettono errori dopo che il canale EDI è stato attivato.

## X12
Con X12 si intende il formato EDI di gran lunga prevalente in USA e in Canada. La definizione e l'aggiornamento del formato è stabilito dall'ASC X12 (anche noto come ANSI ASC X12), un istituto americano fondato nel 1979 e che opera come ente accreditato dall'ANSI (American National Standard Institute).
Un messaggio EDI è detto anche transazione. Il formato di una transazione X12 è identificato univocamente da un codice di tre cifre. Ad esempio, 850 è il Purchase Order (l'ordine), 810 è la Invoice (la fattura), 856 è lo ASN (l'avviso dettagliato di spedizione), il 997 è lo Acknowledgement (la conferma di ricezione di un messaggio EDI). Esistono oltre 300 transazioni X12 codificate, che impattano quasi ogni tipo di settore industriale, finanziario, commerciale e governativo.

## Il Web-EDI
Il Web-EDI è un'evoluzione dell'EDI, conseguenza dell'avvento negli anni Novanta del World Wide Web. A differenza dell'EDI "tradizionale", è accessibile mediante browser ed è molto meno costoso poiché adopera una tecnologia non specificamente dedicata. Tuttavia alcuni dei siti Web-EDI non supportano lo scambio automatico dei dati tramite procedure di http transfer, cosa che comporta un uso manuale da parte di operatori. La modalità di trasferimento dell'informazione per una Web-EDI è a pacchetti (batch).